# Charles Woolley (Kolonialverwalter)
Sir Charles Campbell Woolley GBE KCMG MC (* 1893; † 20. August 1981) war ein britischer Kolonialverwalter. Er war Gouverneur von Zypern von 1941 bis 1946 und Gouverneur von Britisch-Guayana von 1947 bis 1953.

## Leben
Charles Woolley wurde 1893 als dritter Sohn von Henry Woolley geboren und an der University College in Cardiff ausgebildet. Während des Ersten Weltkriegs diente er bei den South Wales Borderers, bekleidete verschiedene Stabsposten und sah aktiven Dienst in Frankreich, Saloniki, Konstantinopel und im Kaukasus. Er wurde in Depeschen erwähnt und erhielt das Militärkreuz.
Er verließ die Armee 1920 im Rang eines Kapitäns und trat 1921 in den Ceylon Civil Service ein, wo er bis 1935 diente, als er als Sekretär des Gouverneurs und Kolonialsekretär nach Jamaika ging. 1938 ging er als Chief Secretary nach Nigeria, bevor er 1941 zum Gouverneur von Zypern ernannt wurde und dieses Amt bis 1946 innehatte. Von 1947 bis 1953 war er Gouverneur von Britisch-Guayana.
Nach seiner Pensionierung im Januar 1953 war Woolley von 1969 bis 1971 Präsident der International Society for the Protection of Animals (heute Teil von World Animal Protection) und Präsident der Southern Counties Orchestral Society.